# An Mỹ, Mỹ Đức
An Mỹ là một xã nằm bên bờ sông Đáy thuộc huyện Mỹ Đức, thành phố Hà Nội, Việt Nam.

## Địa lý - Hành chính
Xã nằm cách trung tâm thủ đô Hà Nội khoảng 45 km về phía Tây; nằm ở vị trí trung tâm các xã phía Bắc của huyện và cũng là xã có nền kinh tế phát triển nhất khu vực này; phía Bắc Giáp với xã Mỹ Thành và Bột Xuyên, phía Tây giáp với xã Tuy Lai, phía Nam giáp với xã Hồng Sơn, phía Đông là dòng sông Đáy.

Xã An Mỹ có 3 thôn: Tảo Khê, Kinh Đào, Đoan Nữ.

## Kinh tế - xã hội
Ngành nghề chính của xã là nông nghiệp và buôn bán nhỏ.
Đây là quê hương của Tổng Giám đốc Tập đoàn Đông Nam Dược Bảo Long - Nguyễn Hữu Khai.
Xã có Trường THPT Mỹ Đức B.

## Di tích
Làng Đoan Nữ nằm bên sông Đáy, xưa thuộc tuyến đường hành quân từ kinh đô Hoa Lư đi dẹp loạn các sứ quân ở Cổ Loa, Phong Châu, Đỗ Động Giang của Đinh Bộ Lĩnh. Hiện nay trên địa bàn xã có đình Đoan Nữ và đền Vua Đinh Tiên Hoàng là những nơi thờ Đinh Bộ Lĩnh gắn với các sự kiện lịch sử nêu trên.
Lễ hội làng Đoan Nữ diễn ra vào 15 tháng Giêng hàng năm tôn vinh vua Đinh Tiên Hoàng và các danh tướng: Đông Hải Đại vương, Đức Thần Hầu.